# Ангелы-хранители лиц, отказывающихся от воинской службы
«Ангелы-хранители лиц, отказывающихся от воинской службы» (нем. Engel der Kriegsdienstverweigerer) — гравюра немецкого художника ГАП Гризхабера, созданная им в 1970 году.

## Описание
На гравюре, фронтально к зрителю, изображены три ангела с большими крыльями. Демонстративно в едином действии, они ломают свои ружья, в то время, как из земли устремляются ввысь неопределенные творения, напоминающие отчасти ракеты или языки пламени, острые пики и, одновременно, поднимающиеся к свету цветы. В праздничной позе ангельской троицы совмещены агрессивность и мирная демонстрация протеста; их крылья выглядят металлическими, а сломанные ружья в их руках превращаются в пасторальные флейты.

## Надпись
Текст, напечатанный под этим произведением «Вместе с ангелами-хранителями лиц, отказывающихся от военной службы, мы желаем Вам счастливого Рождества и нового года!», связывает мирное послание этих ангелов, созданное в 1970 году, с христианским пацифизмом. Картина, пропагандирующая отказ от оружия и условий войны, выступает в поддержку церковных, профсоюзных и политических организаций в Федеративной республике Германии, во время студенческих беспорядков и войны во Вьетнаме.

## Связь с другими произведениями
Отказ от военной службы встречается в произведении Отто Панкока «Христос разбивает своё оружие» (нем. Christus zerbricht das Gewehr). Здесь идея возникает, как ответная реакция на планы ремилитаризации ФРГ, разработанными правительством Аденауэра (например, Меморандум об обороне и методах защиты от 29.08.1950 г.), и решениями Всемирного вселенского совета (ассамблеи Всемирного совета церквей, проходившей в Амстердаме в 1948 году и в Иванстоне в 1954 году), направленными против всемирного вооружения. Христос Панкока разбивает оружие о колено; как солнце, он оправдывает своё действие законами природы.